# 306 Unitas
306 Unitas (mednarodno ime je tudi 306 Unitas) je  asteroid tipa S v glavnem asteroidnem pasu.

## Odkritje
Asteroid je odkril italijanski astronom Elia Millosevich (1848 – 1919) 1. marca 1891 v Rimu.. 

## Lastnosti
Asteroid Unitas obkroži Sonce v 3,62 letih. Njegova tirnica ima izsrednost 0,15, nagnjena pa je za 7,267° proti ekliptiki. Njegov premer je 46,70 km, okoli svoje osi se zavrti v 8,740 urah.